# James Romen Boiragi
James Romen Boiragi (Holdibunia, 3 de maio de 1955) é um clérigo bengali e bispo de Khulna.

## Biografia
James Romen Boiragi nasceu na aldeia de Holdibunia, no distrito de Bagerhat, Bangladesh. Ele estudou no Seminário Menor St. Francis Xavier, no Seminário Intermediário St. Joseph di Ramna, no Notre Dame College (Daca) e concluiu os estudos de filosofia e teologia para a formação sacerdotal no Seminário Maior Nacional do Espírito Santo (Daca). Boiragi foi ordenado sacerdote em 13 de janeiro de 1985. Após trabalhar como vigário paroquial da Catedral de São José em Khulna (1985-1992), ele cursou o doutorado em Direito Canônico na Pontifícia Universidade Urbaniana em Roma, obtido em 1996.
Depois, foi pároco da Sé Catedral (1996-1998), Vigário-Geral da Diocese de Khulna e vice-Vigário Judicial do Tribunal Diocesano (1998-2011). Em 2011, tornou-se Administrador Diocesano da diocese vaga de Khulna.
O Papa Bento XVI nomeou-o Bispo de Khulna em 4 de maio de 2012. O Arcebispo de Daca, Patrick D'Rozario CSC, o consagrou em 15 de junho do mesmo ano; os co-consagradores foram Joseph Salvador Marino, Núncio Apostólico em Bangladesh, e Moses M. Costa CSC, Bispo de Chittagong.
Na Conferência dos Bispos Católicos de Bangladesh (CBCB), é o presidente da Comissão Episcopal para Catequese e Apostolado Bíblico (EC-CBA) e da Comissão Episcopal para as Comunicações Sociais (EC-SC).

Na Assembleia Geral Anual de 21 de maio de 2021, Bispo James Romen Boiragi foi eleito o oitavo Presidente da Caritas Bangladesh. Antes disso, já era membro do Corpo Geral da Caritas desde 1996, além de ter sido membro do Conselho Executivo por vários anos. Em 2023, o bispo ordenou o primeiro padre nativo entre os 'intocáveis', na aldeia de Marianpally, sul de Bangladesh.